# Stati di Guernsey
Gli Stati di Guernsey (in francese États de Guernesey ed in inglese States of Guernsey) è il parlamento del Guernsey.